# Sobrejuanete
En náutica, el sobrejuanete es el mastelero y es sobrenombre de la verga y de la vela que van sobre los de juanetes. 
Estas dos últimas se conocen así mismo con la sola denominación de sobres. Además las tres cosas toman también el título del palo al que pertenecen y la verguita o velita del de sobremesana se llama peculiarmente sobreperico.